# ماسافومي كاواجوتشي
ماسافومي كاواجوتشي (باليابانية: 河口正史؛ بالكانا: かわぐち まさふみ) هو لاعب كرة قدم أمريكية ياباني، ولد في 19 فبراير 1973 في هيوغو في اليابان.

## وصلات خارجية
- ماسافومي كاواجوتشي على موقع JustSportsStats.com (الإنجليزية)